# Muscolo rosso
Muscolo rosso è il sesto singolo della pornostar ungherese Ilona Staller (accreditata con lo pseudonimo di Cicciolina), pubblicato nel 1987 come estratto dall'album Muscolo rosso.
Il disco ebbe diffusione europea ma in Italia la sua distribuzione venne bloccata sul nascere, a causa del contenuto sessualmente esplicito del testo.

## Descrizione
Nel 1987 Ilona Staller viveva l'apice della sua popolarità, dopo essere stata eletta deputato nel Parlamento italiano nelle file del Partito Radicale. Per promuovere ulteriormente il suo personaggio venne incisa la canzone Muscolo rosso in un singolo 7" con il simbolo del Partito Radicale sulla copertina. La canzone rappresentò il tentativo di portare la pornografia in campo musicale, con un testo particolarmente esplicito, dedicato interamente all'organo genitale maschile, chiamato senza mezzi termini "il cazzo" (al quale allude anche il titolo).
L'autore del brano è Jay Horus, un musicista che gravitava nell'orbita della casa di produzione Diva Futura, e la foto di copertina è uno scatto di Riccardo Schicchi. Il lato B presenta il brano Avec Toi, oppure Telefono rosso, a seconda delle edizioni, quest'ultimo un brano cantato metà in italiano e metà in francese che riecheggiava il primo film pornografico omonimo di un anno prima, interpretato proprio da Cicciolina, che citava in chiave sensuale la Linea rossa della Guerra Fredda.
Il disco è stato pubblicato in Francia dall'etichetta discografica SFC, in una sola edizione in formato 7" con numero di catalogo SFC 17 1177, con sul lato B la canzone Avec toi. Il singolo circola liberamente in vari paesi, pur senza ricevere promozione radiofonica e televisiva, con la sola eccezione della Francia, dove viene trasmesso regolarmente (anche in TV) ignorando, pare, il vero significato del testo. Riesce così a raggiungere in Oltralpe una buona popolarità venendo ballato nelle discoteche e creando, di riflesso, anche una certa curiosità in Italia, dove si scatena una curiosa richiesta sottobanco del singolo, per una copia del quale si pagano cifre esorbitanti, cosa che non succedeva dai tempi di Je t'aime... moi non plus di Jane Birkin e Serge Gainsbourg. In Spagna viene pubblicato in formato 12", oltre che in 7" promozionale per giornalisti senza copertina e con la canzone Russians (cover di Sting) sul lato B. La stessa etichetta spagnola pubblica inoltre l'LP omonimo..
Oggi il disco è un ambito pezzo del collezionismo musicale, anche se nell'era di internet, la relativa facilità nell'importare il vinile dalla Francia, dove sono state stampate numerose copie, ne ha sensibilmente fatto abbassare le quotazioni in Italia. Ben più rare restano invece le incisioni pubblicate in Spagna con tirature molto più ridotte.

## Tracce
7" Francia
1. Muscolo rosso – 3:55 (Jay Horus)
2. Avec toi – 4:20 (Jay Horus)

Durata totale: 8:15
7"/12" Spagna
1. Muscolo rosso – 4:37 (Jay Horus)
2. Russians – 4:07 (Sting)

Durata totale: 8:44

## Edizioni
- 1987 - Muscolo rosso/Avec toi (SFC. 17117-7, 7") stampato in Francia e distribuito in altri paesi europei
- 1987 - Muscolo rosso/Russians (Boy Records, BOY-028-PRO, 7") promo per giornalisti, distribuito solo in Spagna
- 1987 - Muscolo rosso/Russians (Boy Records, BOY-028, 12") distribuito solo in Spagna